# Otis Grand
Pour les articles homonymes, voir Grand.
Otis Grand, né le 14 février 1950 à Beyrouth (Liban) et mort le 8 juin 2023,, est un musicien de blues américain.

## Biographie
Il vit aux États-Unis et commence à jouer le blues dans un groupe d'Oakland (Californie). Il cite parmi ses influences B.B. King, Otis Rush, Johnny Otis et T-Bone Walker.
Il fait la connaissance du bluesman Joe Louis Walker et enregistre son premier disque en 1988.
Il s'établit en Grande-Bretagne, où il crée la sensation dans les clubs londoniens, puis il vit par épisodes aux États-Unis, au Liban et en France pendant plusieurs années.
En 1990, il est sacré « meilleur guitariste de blues de l'année » en Angleterre.

## Discographie
- He Knows the Blues, Volt, 1990 ; 50:50, 1999
- Nothing Else Matters, Mis, 1994
- The Blues Session 1990-1994, JSP Records, 1997
- Perfume & Grime, Sequel, 1996 ; 50:50, 1999
- In Grand Style (double CD), Mis, 2003
- Blues '65, Maingate, 2013
- My Way Or The Highway, Jsp, 2013

...